# 阿德瑙
阿德瑙（發音：[ˈaːdənaʊ] ⓘ）是德国莱茵兰-普法尔茨州阿尔韦勒县的城市，面积18.56平方千米，2023年12月31日人口为2,916人。